# 红石崖站
红石崖站是胶黄铁路的一座铁路车站，位于青岛市黄岛区红石崖街道，始建于1995年，业务性质为四等站。

## 业务办理
办理接发，会让，摘挂作业。